# Duncan (Mississippi)
Duncan è una città (town) degli Stati Uniti d'America, situata nella contea di Bolivar, nello Stato del Mississippi.